# دورتشستر (نيو برونزويك)
دورتشستر (بالإنجليزية: Dorchester, New Brunswick)‏ هي قرية تقع في كندا في Westmorland County. يقدر عدد سكانها بـ 1,167 نسمة .

## أعلام
- تشارلز فرنسيس هال
- ليو بيرك
- ألبرت جيمس سميث
- فوربس كينيدي
- يفون كورمير